# Vodno (distrikt i Bulgarien)
Vodno (bulgariska: Водно) är ett distrikt i Bulgarien. Det ligger i kommunen Obsjtina Dulovo och regionen Silistra, i den nordöstra delen av landet, 300 km öster om huvudstaden Sofia.
I omgivningarna runt Vodno växer i huvudsak lövfällande lövskog. Runt Vodno är det ganska glesbefolkat, med 28 invånare per kvadratkilometer.